# Football Federation Australia
Football Federation Australia (FFA) – ogólnokrajowy organ, będący jedynym prawnym reprezentantem australijskiej piłki nożnej (jedenastoosobowej, halowej, plażowej zarówno mężczyzn, jak i kobiet we wszystkich kategoriach wiekowych) w kraju i za granicą.
Federacja została założona w 1961 roku ówcześnie pod nazwą Australian Soccer Association (ASA), obecna nazwa używana jest od 1 stycznia 2005 roku. Australia jest członkiem FIFA od 1963, a od 1 stycznia 2006 roku jest członkiem AFC.
Obecnie Ben Buckley jest sekretarzem generalnym FFA, a Frank Lowy jest prezesem związku.

## Federacje stanowe
- Capital Football w federalnym terytorium Stołecznym
- Football NSW w stanie Nowa Południowa Walia
- Northern New South Wales Football w stanie Nowa Południowa Walia
- Football Federation Victoria w stanie Wiktoria
- Football Queensland w stanie Queensland
- Football West w stanie Australia Zachodnia
- Football Federation of South Australia w stanie Australia Południowa
- Football Federation Tasmania wyspa i stan Tasmania
- Football Federation Northern Territory w federalnym terytorium Północnym